# Roggenburg, Neu-Ulm
Roggenburg là một đô thị ở huyện Neu-Ulm bang Bayern thuộc nước Đức.